# Anemopaegma glaucum
- Commons
- Wikispecies

Anemopaegma glaucum, popularmente conhecido como catuaba e catuíba, é uma planta da família das bignoniáceas. É considerada ornamental, medicinal e afrodisíaca. Possui flores amarelas em forma de campânula. O fruto é capsular. As folhas são compostas e sésseis.

## Etimologia
"Catuaba" provém do tupi akatu'ab, que significa "capaz, idôneo".
"Catuaba" segundo pesquisa literária é/ou a combinação de dois sintagmas do tupi antigo "Katu": bom ou bem, segundo contexto; e "Aba": Homem. Porem este homem é o indígena e não o europeu.